# Antônio Carlos da Silva Murici
Antônio Carlos da Silva Muricy (Curitiba, 8 de junho de 1906 – Rio de Janeiro, 30 de março de 2000) foi um militar brasileiro, comandante do Destacamento Tiradentes, força do Exército e da Polícia Militar mineira que invadiu o território fluminense durante o golpe de Estado de 1964. Atingiu o posto de general de exército. Seu último comando foi a chefia do Estado-Maior do Exército, assumido em 11 de abril de 1969. Saiu do Exército em 25 de novembro de 1970.

## Vida até o golpe de 1964
Era filho de José Cândido da Silva Muricy e Josefina Costa Carneiro e irmão do crítico musical e literário José Cândido de Andrade Muricy. Ingressou na Escola Militar do Realengo em 1923, tornando-se oficial da arma da artilharia.
Na Revolução Constitucionalista de 1932 lutou contra os rebeldes no Vale do Paraíba como integrante da Bateria 120. Estudou na Escola Superior de Guerra, a “Sorbonne” brasileira, integrando a facção dos oficiais “modernizadores” ou “esguianos” como Castelo Branco, em contraposição aos “tradicionalistas” como Costa e Silva. Em 1954 fez parte do "Manifesto dos coronéis" contra a falta de recursos para o Exército e o aumento em 100% do salário mínimo proposto pelo ministro do Trabalho de Getúlio Vargas, João Goulart, levando às exonerações de Goulart e do ministro da Guerra.
Ascendeu ao generalato em junho de 1960 e servia no Estado-Maior do III Exército, em Porto Alegre, quando ocorreu a crise da sucessão de Jânio Quadros em agosto de 1961. Contrário à decisão de seu superior José Machado Lopes de romper com o ministro da Guerra e aderir à causa da posse do vice João Goulart, foi liberado a partir para o Rio de Janeiro.
Em maio de 1963, quando comandava a guarnição em Natal, foi alvo de um discurso do deputado Leonel Brizola, que o chamou de “gorila” e golpista. Muricy dissuadiu alguns oficiais que haviam resolvido “desagravar fisicamente” a ofensa, conservando toda a tropa em prontidão. A controvérsia repercutiu até no plenário da Câmara dos Deputados e a oficialidade uniu-se na solidariedade a Muricy; os nomes das mensagens de apoio “podiam dar uma primeira visão panorâmica dos pontos de apoio com que se poderia contar para qualquer movimento de reação ao governo João Goulart”. Foi “a primeira manifestação coletiva dos militares de alta patente contra a orientação governamental”. 
Transferido ao Rio de Janeiro em setembro, seu novo posto era burocrático, a Subdiretoria da Reserva, permitindo “horas de lazer para conspirar” contra Goulart, participando das articulações que conduziriam ao golpe de Estado em 1964. Associou-se aos grupos ao redor de Cordeiro de Farias, Nélson de Melo, Ademar de Queirós, Orlando Geisel, Golbery do Couto e Silva e Costa e Silva. Em dezembro foi procurado pelo general Olímpio Mourão Filho, comandante da 4ª Região Militar de Juiz de Fora. Mourão preparava suas tropas para marchar contra a  Guanabara e derrubar o governo na "Operação Popeye". Mas precisava de um comandante, pois não confiava nos seus generais subordinados, Carlos Luís Guedes, Comandante da Infantaria Divisionária em Belo Horizonte, e Ivan Pires Ferreira, Comandante da Artilharia Divisionária em Pouso Alegre. Muricy aceitou o comando e uniu Mourão aos chefes no Rio de Janeiro com quem tinha contato.
Em 11 de março de 1964, desmontou uma tentativa de assassinato contra o presidente, dissuadindo um major que, junto de um grupo de oficiais, pretendia incendiar o palanque do Comício da Central.

## Destacamento Tiradentes
Na noite do dia 27 ou 28, foi informado pelo juiz Antônio Neder da deflagração iminente do levante em Minas Gerais, e confirmou sua disposição de comandar as tropas. Porém, a essa hora ainda imaginava que o dia fosse no início de abril, e que chegaria lá com dias de antecedência. Assim, surpreendeu-se quando, às 07:00 da manhã do dia 31, recebeu um telefonema de Neder avisando do início do movimento. Levando consigo os tenentes-coronéis Walter Pires e Heitor Caracas Linhares, às 09:00 seguiu de carro para Juiz de Fora. Ao ver a rua Farani bloqueada por guardas, constatou que Carlos Lacerda, governador da Guanabara, já estava avisado. Por outro lado, uma grande preocupação era se o I Exército (e no meio do caminho, o 1º Batalhão de Caçadores em Petrópolis) também estava, e uma lavadeira entrando no quartel do 1º Batalhão de Carros de Combate, na Avenida Brasil, evidência de rotina militar normal, confirmou que não. "Como um louco" na direção, seguiu pela praia, ignorou todos os sinais de trânsito no Rio de Janeiro e teve velocidade média acima de 80 km/h. No interior fluminense, prestou atenção à dimensão tática do terreno, procurando pontos de onde uma força vinda de Minas Gerais poderia montar uma forte defesa contra a outra força que inevitavelmente viria a seu encontro do Rio de Janeiro.
A fronteira estadual estava vazia, mas em Matias Barbosa encontrou, vindo na direção oposta, o capitão Ítalo Mandarino, que comandava uma companhia de vanguarda encarregada de ocupar posições na fronteira com antecedência. Às 12:20 chegou ao QG da 4ª Região Militar, em Juiz de Fora, e assumiu o comando do Destacamento Tiradentes. Os oficiais do Estado-Maior mineiro receberam com má vontade sua nomeação. Walter e Linhares integraram o Estado-Maior, o primeiro como seu chefe.
Nas 24 horas seguintes o Destacamento Tiradentes defrontaria forças legalistas superiores em número e poder de fogo enviadas para impedir seu progresso. Travaram uma campanha de campo, decidida, porém, sem tiros, sendo determinantes adesões no campo oponente, que Muricy buscou aproveitar. Seu último adversário, o general Cunha Melo, era seu antigo aluno na Escola de Estado-Maior, com o qual tinha relação cordial. Ele estava na tarde do dia 1 entrincheirado à frente de Areal e decidido a resistir, mas abriu o caminho após descobrir o colapso do I Exército. 
Com os legalistas já derrotados e o Destacamento avançando ao Rio de Janeiro, dissuadiu Mourão de atacar o Ministério da Guerra, que agora já estava ocupado por Costa e Silva, e pouco fez no na cidade. Mourão perdera espaço desde sua decisão de delegar o comando a Muricy. Segundo Mourão, em meados de 1964 soube que Muricy, antes de partir, foi instruído por Castelo Branco a "consertar as besteiras de Mourão".
No dia 2 o Destacamento já estava acantonado no Maracanã e o governo Goulart definitivamente caía. No dia 6 a força retornou a Juiz de Fora e foi dissolvida.

## Anos posteriores
Entre maio de 1964 e 1966 comandou a 7.ª Região Militar, no Recife.
Entre 26 de novembro de 1966 e 10 de abril de 1969, foi Chefe do Departamento-Geral do Pessoal.
Foi chefe do Estado-Maior do Exército, de 11 de abril de 1969 a 9 de dezembro de 1970.
Nesse posto, chamou ao órgão um grupo de oficiais da Escola de Comando e Estado-Maior do Exército que trabalharam na reformulação da doutrina militar. Eles propuseram a substituição das divisões de infantaria e cavalaria existentes por brigadas subordinadas a Divisões de Exército, com a principal grande unidade passando a ser a brigada. Essas ideias foram implementadas nas gestões subsequentes.
Participou da sucessão presidencial de Costa e Silva, integrando a “Comissão dos 3M” formada em 15 de setembro por ele, Emílio Garrastazu Médici e Jurandir Bizarria Mamede. Ela decidiu que o Presidente seria um general-de-exército escolhido num pleito dos generais, almirantes e brigadeiros. Muricy estava entre os mais votados. Médici acabou escolhido por antiguidade.
Em novembro de 1970, passou para a reserva. Foi elemento de ligação entre o governo Médici e o clero, participando da chamada Comissão Bipartite, um canal secreto de discussões com a alta hierarquia católica para estabelecer um diálogo que impedisse a rápida deterioração das relações entre Igreja e Estado, no auge das denúncias de repressão trazidas pelas lideranças religiosas. Em pelo menos duas ocasiões, Muricy recorreu aos seus vastos contatos nos quartéis para dar informações aos bispos sobre o paradeiro de presos considerados desaparecidos. 
Também, no início de 1972, Dom Ivo Lorscheiter, presidente da CNBB, entregou ao general Antonio Carlos Muricy um relatório preparado por Dom Waldyr Calheiros, denunciando a tortura e a morte de quatro soldados no 1.º Batalhão de Infantaria Blindada, em Barra Mansa, no estado do Rio de Janeiro. O general se comprometeu a apurar. Uma semana depois, admitiu que as denúncias eram procedentes e que os responsáveis seriam punidos. Os militares foram julgados, perderam suas patentes e acabaram expulsos do Exército. Esse foi o único julgamento e a única condenação de torturadores durante a ditadura militar até a anistia de 1979.
O general Antonio Carlos Muricy consta no relatório final da Comissão Nacional da Verdade como responsável pela gestão de estruturas e condução de procedimentos destinados à prática de graves violações de direitos humanos durante seu comando na 7a RM, em Recife, mais especificamente por cadeia de comando sobre o desaparecimento dos líderes camponeses Pedro Fazendeiro e Nego Fuba, ocorrida em João Pessoa, na Paraíba, em 9 de setembro de 1964. No entanto, esta afirmação é desmentida por várias fontes. A Tribuna da Imprensa noticiou em setembro de 1964 que o general Muricy acabou com as torturas nos quartéis do Nordeste, denunciadas pelo jornalista Marcio Moreira Alves no Correio da Manhã. Segundo o jornalista Helio Fernandes, "As torturas pararam completamente há mais ou menos três meses, com a chegada do general Murici [a Recife]. Este não só repeliu qualquer violência contra presos, como mandou abrir inquérito para apurar os nomes dos torturadores. Não existe, em Pernambuco, mesmo entre comunistas e partidários do regime deposto, divergência ou contradição no julgamento do general Murici: é uma grande figura, leal, bravo, decente, e com horror à violência ou tortura de presos. Com a sua chegada, a situação se modificou completamente." A interrupção das torturas por intermédio da ação do general Muricy é também relatada por Francisco de Assis Lemos, presidente da Federação das Ligas Camponesas do Nordeste, em seu livro "Nordeste - o Vietnã que Não Houve" (1996), onde afirma: "Os generais Geisel e Muricy (...) dirigiram-se a uma dependência onde os presos políticos foram reunidos. O coronel Ivan Rui disse: “General, esses são nossos prisioneiros políticos. Recebem um tratamento dentro das nossas possibilidades. Aqui não há torturas.” Joel de Arruda Câmara, o famoso “general Joel”, das Ligas Camponesas de Pernambuco e, depois de 64, Presidente da Associação Comercial de Recife, adiantou-se e dirigiu-se a Geisel: “General, a maioria dos presos aqui presentes foram torturados. O deputado Clodomir dos Santos Morais está numa cela, todo quebrado. Os torturadores são esses aí”, e apontou para Bismarck e outros oficiais. O general Ernesto Geisel virou-se para o general Antonio Carlos Andrade Muricy e disse: “General, o senhor é responsável pelo rapaz”. Regressou em seguida para Brasília. Desse dia em diante, não houve mais torturas nos quartéis do Nordeste."  A cessação das torturas é confirmada por Marcio Moreira Alves em seu livro Torturas e Torturados: "Ao contrário de Pernambuco, onde as torturas cessaram por volta de agosto de 1964, no Rio elas continuaram (…)."
Nesta época também, Muricy e sua mulher obtiveram a liberdade de uma centena de presos políticos, inclusive o filho do líder comunista David Capistrano, menor de idade, e tido como "desaparecido", fato narrado por Maria Augusta Capistrano tanto no site da Fundação Perseu Abramo quanto na Revista Teoria e Debate.  O mesmo é contado no depoimento do general Muricy ao CPDoc como no livro Diálogos na Sombra, do historiador Kenneth Serbin. 
O escritor Ariano Suassuna afirma que, por intermédio do general Muricy, pôde proteger muitas pessoas da repressão naquele momento, desde Paulo Freire , ao teatrólogo Luís Mendonça 
Dom Helder Câmara, com quem o general acabou rompendo em 1966, enviou as famílias de vários detidos à residência do general para conseguir ajuda.  Segundo Dom Helder, "Graças à sua interferência decisiva, contornamos graves dificuldades” . Mesmo após terem rompido, o general Muricy, em 1973, comandando a Comissão Bipartite, atendeu a pedido de dom Helder para localizar dois colaboradores que estavam desaparecidos, Antonio Vieira dos Santos e Benedito José Pereira. Dom Helder enviou ofício ao comandante do IV Exército, em Recife, avisando que o general Muricy havia informado que os dois estavam sob o poder daquela guarnição militar. Dom Helder achava que os outros seis colaboradores que haviam sido sequestrados também estavam lá. Com a informação de Muricy, todos foram libertados em dezembro daquele ano e retornaram à Arquidiocese. 
Fernando Coelho, presidente da Comissão da Verdade Dom Helder Câmara de Pernambuco, afirmou que nada havia sido encontrado pela Comissão contra o general Muricy. 
Mesmo mais tarde, o general Muricy mantinha a mesma postura contra as torturas. O jornal O Globo publicou, em primeira página, em 12 de abril de 1969, "Em discurso que proferiu ontem ao assumir a Chefia do Estado-Maior do Exército, disse o general Antônio Carlos da Silva Muricy que  "Não é a força bruta, não é a violência desnecessária, não é o arbítrio, não é a atemorização pura e simples, que produzem resultados positivos e duradouros' no combate às forças que tentam esmagar a democracia e a liberdade. 'Há, principalmente' – salientou, - 'que esclarecer, informar, melhorar as condições de vida do povo, eliminar as contradições sociais existentes, educar para a democracia.'" 

## Trabalhos publicados
- Defesa Civil (1951)
- Métodos de Trabalho da Escola Superior de Guerra (1952, 1953 e 1954)
- A Grão-Colômbia, o Peru e o Chile (1954)
- O Planejamento Governamental (1955)
- A Guerra Revolucionária e a Ação Decisiva dos Civis (1963)
- Os Motivos da Revolução Democrática Brasileira (1964)
- A Guerra Revolucionária no Brasil e o Episódio de Novembro de 1935 (1965)
- Os Oficiais da Reserva e a Atual Situação do Brasil (1965)
- Algumas Notas sobre Administração de Pessoal (1967)[38]
- Palavras de um soldado (1971)

### Citações
1. 1 2 3 4 5 6 7  CPDOC FGV 2001. MURICI, Antônio Carlos.
2. ↑  CPDOC FGV 2001. Golpe de 1964
3. ↑  Muricy 1981, pp. 276-284.
4. ↑  Silva 2014, pp. 132-139.
5. ↑  Silva 2014, pp. 252-257.
6. ↑  Muricy 1981, pp. 466-475.
7. ↑  Silva 2014, p. 284.
8. ↑  Muricy 1981, pp. 500-502.
9. ↑  Pinto 2015, pp. 111-112.
10. ↑  Gaspari 2014, "A direita se arma".
11. ↑  Muricy 1981, pp. 527-534.
12. ↑  Motta 2003, pp. 40-41, Tomo 14.
13. 1 2  Muricy 1981, p. 534.
14. ↑  Motta 2003, p. 178, Tomo 3.
15. ↑  Mourão Filho 2011, p. 387.
16. ↑  Muricy 1981, pp. 542-543.
17. ↑  Muricy 1981, p. 552.
18. ↑  Pinto 2015, pp. 122 e 138.
19. ↑  Motta 2003, pp. 184-185, Tomo 3.
20. ↑  «Galeria de Eternos Chefes do DGP». Consultado em 13 de maio de 2022
21. ↑  Pedrosa 2018, pp. 166-170.
22. ↑  Souza, s/d.
23. ↑  Frei Betto (22 de dezembro de 2002). «Algodões entre a cruz e a espada». Folha de S. Paulo
24. ↑  «Bispos não acreditaram em denúncias no início». O Estado de S. Paulo. 3 de março de 1996
25. ↑  Góis, Ancelmo (2 de dezembro de 2013). «A coluna de hoje». Globo
26. ↑  «Autoria das graves violações de direitos humanos.» (PDF). Comissão Nacional da Verdade
27. ↑  Fernandes, Hélio (22 de setembro de 1964). «Murici pára tortura de presos no Nordeste». Correio da Manhã
28. ↑  de Assis Lemos, Francisco (1996). "Nordeste - o Vietnã que Não Houve - Ligas Camponesas E O Golpe De 64". Londrina PR: UEL. ISBN 8572160094
29. ↑  "O presidente Castello Branco enviou a Recife o general Ernesto Geisel, chefe do Gabinete Militar, em 15 de setembro de 1964, com a missão de averiguar pessoalmente a veracidade ou não daquela denúncia. O primeiro quartel visitado por Geisel foi o de Olinda, comandado pelo coronel Ivan Rui. Os generais Geisel e Muricy, acompanhados pelo coronel Ivan Rui e oficiais daquele quartel, inclusive o capitão Bismarck Baracuhy Amâncio Ramalho, dirigiram-se a uma dependência onde os presos políticos foram reunidos.

O coronel Ivan Rui disse: “General, esses são nossos prisioneiros políticos. Recebem um tratamento dentro das nossas possibilidades. Aqui não há torturas.”

Joel de Arruda Câmara, o famoso “general Joel”, das Ligas Camponesas de Pernambuco e, depois de 64, Presidente da Associação Comercial de Recife, adiantou-se e dirigiu-se a Geisel: “General, a maioria dos presos aqui presentes foram torturados. O deputado Clodomir [dos Santos Morais] está numa cela, todo quebrado. Os torturadores são esses aí”, e apontou para Bismarck e outros oficiais.

O general Ernesto Geisel virou-se para o general Antônio Carlos Andrade Muricy e disse: “General, o senhor é responsável pelo rapaz”. Regressou em seguida para Brasília. Desse dia em diante, não houve mais torturas nos quartéis do Nordeste."
30. ↑  "Muricy realizou sua tarefa de conter os maus-tratos inflingidos pelo Exército à oposição enquanto servia  no IV Exército, sob o comando do general Joaquim Justino Alves Bastos, usando seu prestígio na região para conter os abusos. Ele e sua mulher obtiveram pessoalmente a liberdade de uma centena de presos políticos." Kenneth Serbin, "Diálogos na Sombra: bispos e militares, tortura e justiça social na ditadura", Companhia das Letras: São Paulo, 2001, ISBN 9788535901863
31. ↑  https://periodicos.ufba.br/index.php/pculturais/article/view/3196/2306
32. ↑  https://www.youtube.com/watch?v=wqLbmBfmPSo
33. ↑  Kenneth Serbin, "Diálogos na Sombra"
34. ↑  Renato Torres Anacleto Rosa, A Igreja Católica e o golpe civil militar de 1964: novas abordagens
35. ↑  Pilleti, Nelson (2008). Dom Helder, o Profeta da Paz. São Paulo: Editora Contexto
36. ↑  depoimento de Fernando de Vasconcellos Coelho a Maria Muricy em  22 de março de 2015.
37. ↑  acervo do jornal O Globo
38. ↑  Motta 2003, p. 27, Tomo 14.